# Catus
Catus (okzitanisch: Catús) ist eine südfranzösische Gemeinde mit 919 Einwohnern (Stand 1. Januar 2022) im Département Lot in der Région Okzitanien.

## Lage
Catus liegt auf dem Nordufer des Flüsschens Vert in einer Höhe von ca. 170 Metern ü. d. M. in der alten Kulturlandschaft des Quercy, etwa 18 Kilometer (Fahrtstrecke) nordwestlich von Cahors.

## Geschichte
Aufgrund des Namens vermutet man einen römischen oder gallorömischen Ursprung des Ortes. Im 11. Jahrhundert entstand ein Priorat, um das herum sich der Ort entwickelte. Im Hundertjährigen Krieg (1337–1453) und im Verlauf der Hugenottenkriege (1562–1598) erlitten Kirche und Ort schwere Zerstörungen; Ende des 14. Jahrhunderts wurde das Priorat sogar zeitweise aufgegeben. Die Nebengebäude des Klosters wurden während der Französischen Revolution als Nationalgut (Bien national) verkauft und größtenteils abgerissen.

### Catus im Zweiten Weltkrieg
Vom Beginn des Frankreichfeldzuges an bis zum Juni oder Juli 1940 gab es in Catus (vermutlich an einem Cavalier genannten Ortsteil) ein Internierungslager. Das auf einem Bauernhof eingerichtete Lager diente der Unterbringung internierter Deutscher. Im Archiv des United States Holocaust Memorial Museum (USHMM) gibt es allerdings auch einen Hinweis darauf, dass sich im Lager auch Internierte aus Österreich aufgehalten haben sollen.
Eggers, der das Lager Catus nur kursorisch erwähnte, geht gleichwohl von einem von 1939 bis Juli 1943 existierenden Lager aus und sieht dort die Groupe de Travailleurs Étrangers (GTE) Nummer 554 stationiert. die Fondation pour la mémoire de la déportation bestätigt dieses GTE-Lager allerdings nur für die Zeit vom Februar 1942 bis zum 5. Juli 1943. Im Lager seien während dieser Zeit immer deutlich über 800 Personen untergebracht gewesen, im Mai 1943 vorwiegend Deutsche, Polen und Spanier. Als Standort dieses Lagers wird der Ortsteil Villary genannt.

## Bevölkerungsentwicklung
| Jahr      | 1962 | 1968 | 1975 | 1982 | 1990 | 1999 | 2006 | 2018 |
| Einwohner | 685  | 653  | 647  | 775  | 807  | 906  | 917  | 878  |

Im 19. Jahrhundert hatte der Ort stets zwischen 1200 und 1700 Einwohner. Infolge der Reblauskrise im Weinbau und der Mechanisierung der Landwirtschaft ging die Einwohnerzahl seitdem kontinuierlich bis auf die Tiefststände in den 1960er und 1970er Jahren zurück.

## Wirtschaft
Im Haut-Quercy wurde die Landwirtschaft, zu der bis ins 19. Jahrhundert hinein auch der Weinbau gehörte, jahrhundertelang in erster Linie zur Selbstversorgung betrieben. Nach der Reblauskrise in der zweiten Hälfte des 19. Jahrhunderts wurde der Weinbau in der Region nahezu gänzlich aufgegeben. Heute spielt – neben Landwirtschaft, Kleinhandel und Handwerk – der Tourismus in Form der Vermietung von Ferienwohnungen (gîtes) eine große Rolle im Wirtschaftsleben der Gemeinde.

## Sehenswürdigkeiten
- Die dem heiligen Eremiten Asterius geweihte ehemalige Prioratskirche ist ein mehrfach modernisierter dreischiffiger Bau des Mittelalters, der sein heutiges Aussehen im Wesentlichen den Um- und Neubaumaßnahmen des 16./17. Jahrhunderts zu verdanken hat. Der Vierungsturm trägt noch romanische Züge, wohingegen das Langhaus und die Apsiden im gotischen Stil (Maßwerkfenster, Spitzbögen) erneuert wurden. Der mittelalterliche Kapitelsaal dient heute als Sakristei und ist nicht zu besichtigen. Die Prioratsgebäude wurden seit 1891 in mehreren Etappen als Monuments historiques anerkannt.[5]
- Die ehemalige Burgkapelle im drei Kilometer nordöstlich gelegenen Ortsteil Salvezou ist ein einschiffiger und nur zweijochiger Bau des 14. Jahrhunderts, der im 16. Jahrhundert im Innern mit Fresken (Adam und Eva, Flucht nach Ägypten, Falkenjagd etc.) ausgestattet wurde. Die Kapelle wurde im Jahre 1990 als Monument historique eingestuft.[6]
- Die Markthalle (halle aux blés) ist ein erhöht liegender Bau des 19. Jahrhunderts.
- Teile einiger Häuser im Ort stammen noch aus dem 15./16. Jahrhundert.